# 东华大学 (上海)

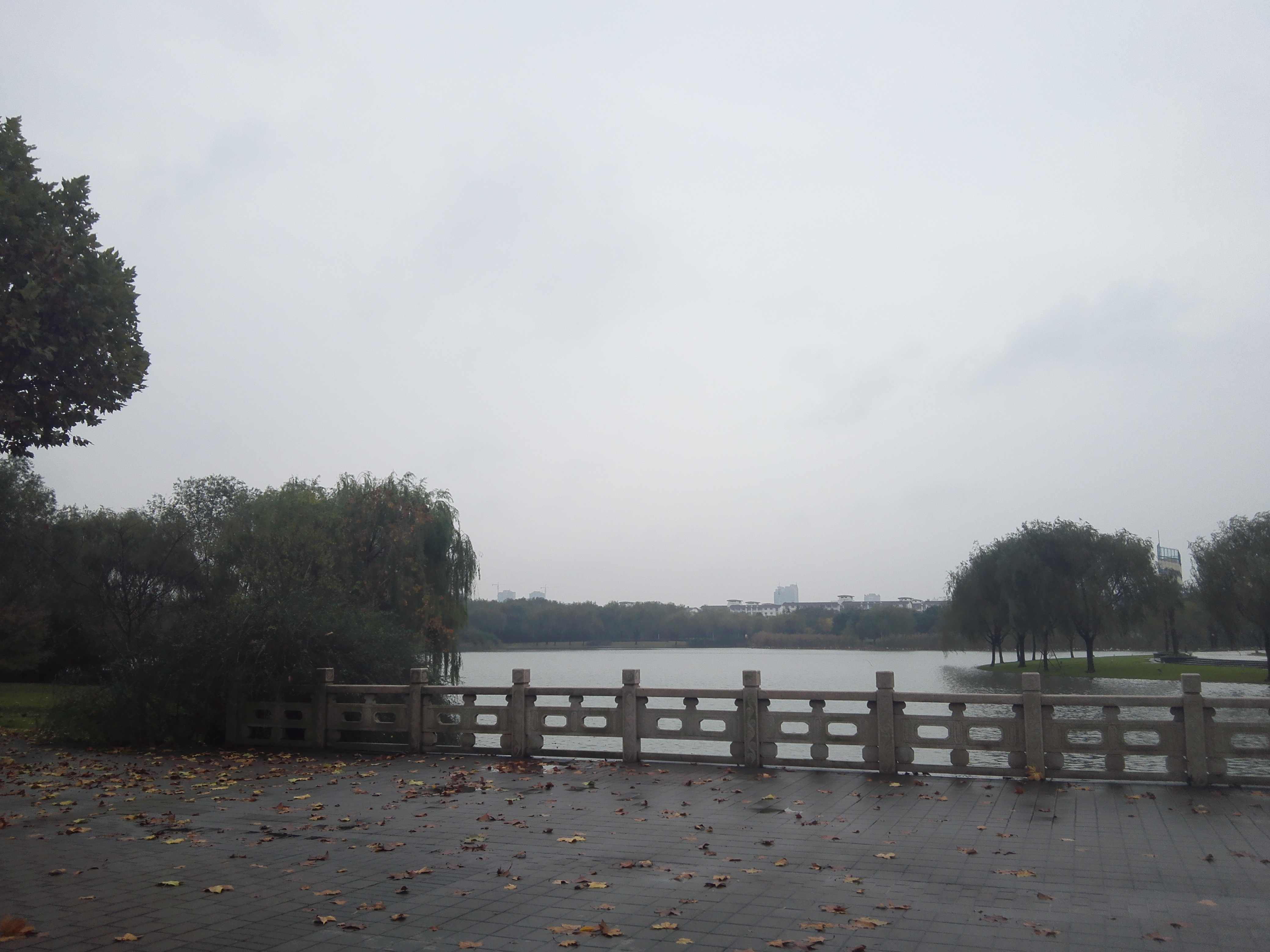
东华大学松江校区镜月湖畔

东华大学（英語：Donghua University，缩写：DHU），简称：东华，是位於中华人民共和国上海市的公立大学。是教育部直属、国家“211工程”重点建设的高等院校。前身為创建于1951年的华东纺织工学院，1985年改制为中国纺织大学，1999年更为現名。
該校是一所以工为主，理、管、文等学科为辅的综合大学。1960年，被中華人民共和國教育部确定为重点大学，是中国首批具有博士、硕士、学士三级学位授予权的大学之一。

## 概觀
校內設有12個專業學院及「旅遊系」，另有「體育部」、「國際文化交流學院」，國際合作辦學的「東華大學-拉薩爾國際設計」等學院。
擁有7個博士後流動站、24個博士學位授權點、48個碩士學位授權點、60個本科專業，學科涉及工學、理學等九大學科門類。现有2个国家双一流建设学科，4個國家重點學科，3個上海市重點學科，1个上海高校Ι类高峰学科。纺织科学与工程保持国内领先，化学、工程学、数学、材料科学等共7个学科入围ESI全球前1%，其中材料科学学科进入全球前1‰。22个省部级重点科研平台，2个国家引智基地以及国家大学科技园。同時設有國家重點實驗室、國家工程技術研究中心、教育部重點實驗室、教育部工程研究中心。
在校學生2萬余名，教職工3300余名，其中工程院院士6名，有“光華工程科技獎”、“國家傑出青年科學基金”、“教育部跨世紀人才”和“全國回國留學人員先進個人”等榮譽稱號獲得者，長江學者特聘教授、高級職稱教師近600名。

## 校史
最初前身為民國年間四所高校—私立上海紡織工業專科學校、私立中國紡織工程學院、文琦染織專科學校、誠孚紡織專科學校在1950年合併而成的私立上海紡織工學院。
- 1951年6月院系調整，交通大學紡織系、上海工業專科學校紡織科併入，組建成為華東紡織工學院。
- 1952年7月，併入南通學院紡織科、武漢中南紡織專科學校。
- 1953年7月，併入華東交通工業專科學校機械系、蘇州蘇南工業專科學校紡織科、四川樂山技藝專科學校印染班。
- 1956年7月，併入青島工業學院紡織系。
- 1972年4月，更名上海紡織工學院。
- 1980年8月，復名華東紡織工學院。
- 1985年9月，更名中國紡織大學。
- 1994年11月，併入中國紡織總會管理幹部學院。
- 1999年8月，併入上海紡織高等專科學校，更名東華大學。
- 1999年9月1日，併入國家輕工業局上海玻璃搪瓷研究所。

## 教學
近年來，連續兩年有論文入選「全國百篇優秀博士學位論文」，在ACM國際大學生程式設計競賽、美國大學生數模競賽、挑戰杯中國大學生創業計畫競賽、全國大學生電子設計競賽、中央電視臺CCTV杯全國模特大賽、上海市發明創造三槍杯競賽等重大競賽中多次獲得特等獎、金獎或冠軍。
学校有中国科学院院士张友尚，中国工程院院士郁铭芳、周翔、王浩、周勤之、季国标、俞建勇。

## 成果

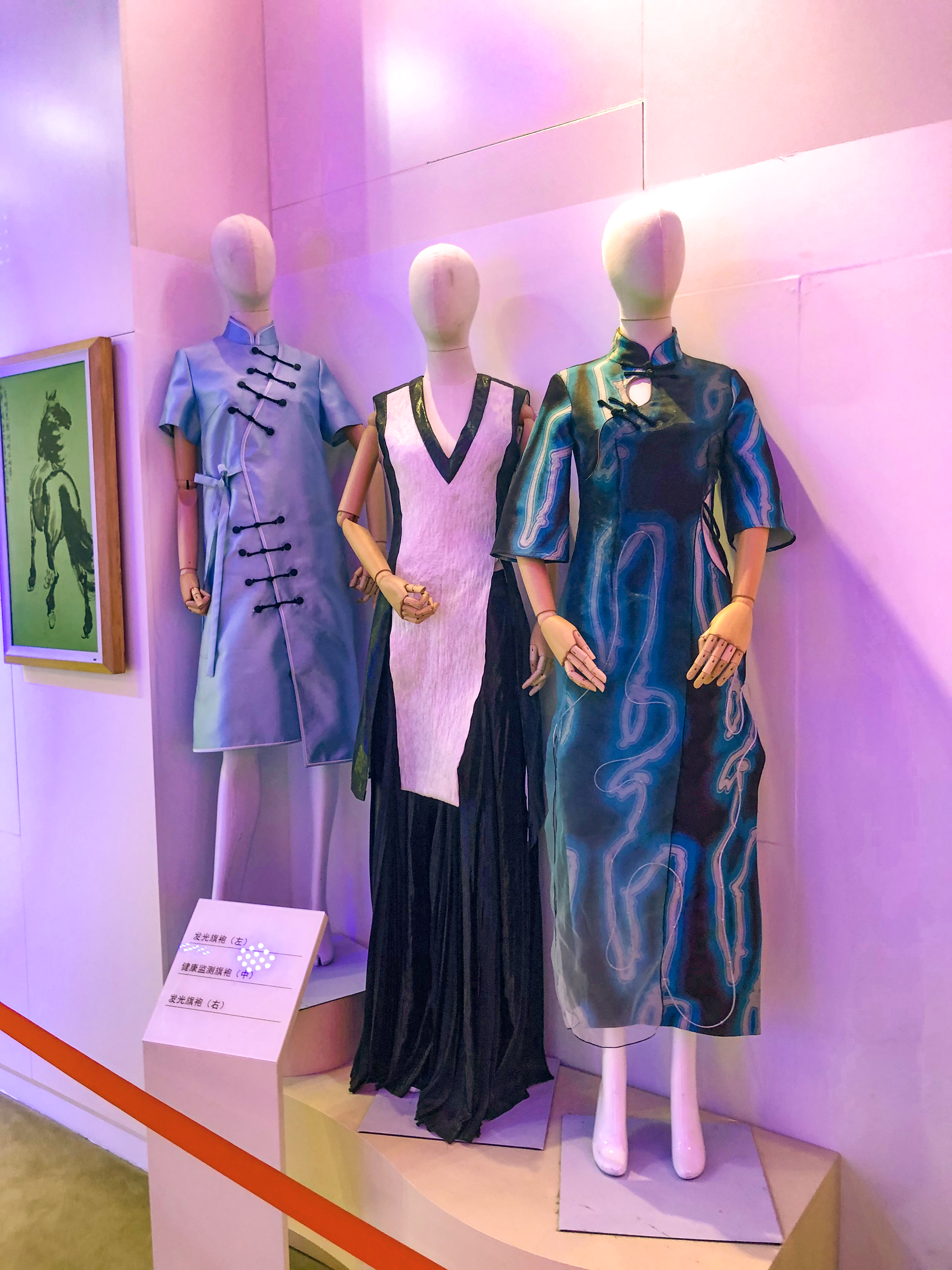
东华大学跨学科研究团队研发设计的科技旗袍在北京庆祝中华人民共和国成立70周年大型成就展上展出

由該校的紡織工程（在全中國高等院校同類一級學科排名第一）、時裝設計與工程、材料學、紡織化學與染整工程等國家重點學科，發展傳統優勢學科和新興特色學科。以國家重點實驗室、國家大學科技園等諸多科技創新基地為依託，為國家科技、經濟發展和社會進步服務。
近年來，大批科研成果廣泛應用於航太、軍事、建築、環保、材料學等領域。有多項科研成果獲得「國家科技進步獎」、「國家發明獎」及「省部級科技進步獎」，連續三年有「艙外航太服外層防護材料的研製」等科研成果入選「中國高校十大科技進展」，連續兩年獲「國家科技進步二等獎」；學校申請和授權的專利數也不斷提升，於2004年分列全中國高校第15和14位。

## 學院
- 紡織學院
- 服装·艺术设计学院
- 旭日工商管理學院
- 機械工程學院
- 信息科學與技術學院
- 計算機科學與技術學院
- 化學化工與生物工程學院
- 環境科學與工程學院
- 材料科學與工程學院
- 莱佛士国际设计专修学院（原拉萨尔国际设计学院）
- 國際文化交流學院
- 人文學院
- 外語學院
- 物理學院（原理學院）
- 數學與統計學院（原理學院）
- 继续教育学院
- 成人教育學院
- 网络教育学院
- 體育部
- 上海国际时尚创意学院

## 历任校长
- 1951-1952年：张方佐
- 1952-1957年：盛华
- 1957-1977年：温仰春
- 1978-1984年：钱宝钧
- 1984-1986年：蒋永椿（代校长）
- 1986-1990年：蒋永椿
- 1990-1994年：周永元
- 1994-2001年：邵世煌
- 2001-2015年：徐明稚
- 2015-2019年：蒋昌俊
- 2019-2024年：俞建勇
- 2025年至今：項延訓

## 校友
学术界
程正迪、李培根、周翔、俞建勇、季国标、梅自强、何鸣元、毛学荣、姚穆、邹世昌、陈肇元、周立功、朱晓明、何吉欢、李新贵、周永元、邱冠雄、丁晓东、徐佩莉、陈克强、袁观洛、孙瑞哲、浦解明、徐卫林、周英芬、陈廷、唐漾、程隆棣、沈致和、李咏梅、周胜、李晓峰、熊杰、薛元、顾书英、陶肖明、曲丽君、黄惠芬、范金土、乔光华、孙刚、吴斌、柯勤飞、张家钰
政治界
郝建秀、周波、谭茀芸、王天凯、端小平、吴文英、黄关从、黄茂福、胡上治、乔艳津、杨建桥、崔世忠、赵燕、王智、刘珩、陈东辉、赵丰、刘春红、高亚光、邱高、蒋红、蒋民宽、李陵申、曹新生、王岚、金元兴、许坤元
工商界
楊振鑫、黄承斌、李绥、郜宏、唐葵、贝聿泷、沈光明、朱勇、曹成生、董炳根、王启明、谷荷花、杨卫新、胡永峰、朱北娜、邱亚夫、陈丽芬、池洪、丁建勋、朱建民、朱国民、黄勤、刘玉军、何志平
文体界
马艳丽、郜林、奚梦瑶、黄洋、林瑞华、潘兴源、龚俊、李欣泽